# Barbara Jaklicz
Barbara Jaklicz (ur. 19 lutego 1922 w Łodzi, zm. 28 maja 1999 tamże) – śpiewaczka, aktorka i reżyserka.
Była śpiewaczką w Operze Łódzkiej (1954–1961), jednocześnie będąc aktorką w Teatrze im. S. Jaracza w Łodzi (1955–1980). W 1945 podjęła studia w Wyższej Szkole Teatralnej w Łodzi, z których po pół roku zrezygnowała. Następnie podjęła naukę śpiewu w Średniej i Wyższej Szkole Muzycznej. Pracowała jako asystentka reżysera Emila Chaberskiego i Kazimierza Dejmka, a następnie była samodzielną reżyserką teatralną.

## Odznaczenia
- Honorowa Odznaka Miasta Łodzi (1965)[4]
- Złoty Krzyż Zasługi (1979)[1]

## Filmografia
- 1968: „Niemcy” – obsada aktorska,
- 1970: „Powrót” – obsada aktorska,
- 1971: „Jegor Bułuczow i inni” – obsada aktorska,
- 1974: „Patron dla bocznej ulicy” – obsada aktorska – żona Czcibora,
- 1982: „Wielki człowiek małych interesów” – reżyseria[2].